# 德贡谬迪北镇区
德贡谬迪北镇区（發音：[dəɡòʊɴ mjo̰ðɪʔ mjaʊʔpáɪɴ mjo̰nɛ̀]），又译德贡新城北部镇区，简称德贡北镇区，是緬甸仰光省德贡谬迪县下辖的一个鎮區，位在仰光市東部分區。2014年人口203,948人，區域面積24.14平方公里。德贡谬迪北镇区下分25個小區，該區北端和東端接德贡谬迪东镇区；西端接南奥格拉巴镇区；南端則接德贡谬迪南镇区。德贡谬迪北镇区為1989年於国家和平与发展委员会時期所建立的新鎮區之一。該鎮區的房價相對比其他新的衛星城市來得高。
德贡谬迪北镇区擁有24所小學、1所中學以及4所高級中學。德貢大學為仰光市最大的大學，位在該區部分中央區域。
該鎮區的彬龍橋（Panglong Bridge）和巴圖橋（Ba Htoo Bridge）位在勃生堂溪，為連結德贡谬迪北镇区和仰光內陸地區之間的重要橋梁。仰光環狀線在該鎮區亦有行經，其鐵路服務範圍在德貢大學與仰光市中心之間。